# Ernst Gotthilf von Troschke
Ernst Gotthilf von Troschke (* 6. Dezember 1724 in Pogadova, Polen; † 20. Januar 1786) war ein preußischer Oberst, Ritter des Ordens Pour le Mérite sowie Herr auf Daube, Domherr in Minden und Amtshauptmann von Karzig.

## Leben

### Herkunft
Ernst Gotthilf entstammte der uradeligen preußischen Familie von Troschke, die im neumärkisch-schlesischen Grenzgebiet seit 1311 erwähnt wird und dort begütert war. Er war der Sohn von Otto Abraham von Troschke (1690–1749) und dessen Ehefrau Luise, geborene von Winning (1701–1774).

### Militärkarriere
Troschke trat, der Familientradition folgend, in die Preußische Armee als Offiziersbewerber ein und wurde Infanterieoffizier. Er nahm am Siebenjährigen Krieg teil und zeichnete sich als Premierleutnant im Regiment Meyerinck zu Fuß in der Schlacht bei Leuthen so aus, dass ihn König Friedrich II. für seine Tapferkeit am 8. Dezember 1757 mit dem Orden Pour le Mérite auszeichnete. Nach dem Krieg blieb er in der Armee, avancierte jedoch nur langsam. 1778 bei Ausbruch des Bayerischen Erbfolgekrieges war er Oberstleutnant. In diesem wenig ereignisreichen Feldzug zeichnete er sich dennoch im Gefecht bei Weißkirch in Österreichisch-Schlesien so aus, dass Friedrich II. ihm am 27. oder 28. November 1778 erneut den Orden pour le merite verlieh. Nach dem dazu erfolgten Bericht griffen die Österreicher am 26. November 1778 ein unter dem Kommando des Oberstleutnants von Troschke stehendes Infanteriepiket von 400 Mann von den umliegenden Höhen aus an, um die Preußen aus Weißkirch zu vertreiben. Sie wurden aber von Troschkes Detachement abgewiesen und mit anderen, zu Hilfe geeilten preußischen Truppenteilen im Gegenangriff bis in das am Gebürg liegende Dorf Mösnick zurückgetrieben. Troschke schrieb nach der Verleihung des Ordens an den König in einem Brief vom 29. November 1778, dass ihm dieser Orden bereits 1757 wegen seiner Bravour in der Schlacht bei Leuthen verliehen worden sei. Der König schenkte ihm daraufhin 1000 Taler, ob als Ersatz für den zum zweiten Mal verliehenen Orden oder zusätzlich, ist nicht überliefert.
Troschke erreichte noch den Rang eines Obersten. Er war bereits gestorben, als 1797 seinen Kindern und seinem Bruder Ernst Friedrich von Troschke (1741–1809), damals Major im Infanterieregiment von Grünberg, eine Erneuerung des Freiherrenstandes bewilligt wurde.

### Familie
Er heiratete Luise Wilhelmine von Oppell (* 10. März 1744; † 24. Dezember 1813) aus dem Hause Thiemendorf. Das Paar hatte mehrere Kinder:
- Ernst Wilhelm Rudolf (* 20. Oktober 1762; † 24. Mai 1839), Gutsherr auf Weißing, Ritter des Johanniterordens

⚭ 16. Februar 1788 Henritte Eleonore Tugendreich von Troschke (* 2. Oktober 1767; † 5. September 1790) aus dem Hause Bukow
⚭ 1. Juni 1794 Wilhelmine Johanne von Kracht (* 10. August 1775; † 14. Februar 1830)
- Wilhelmine Eleonore (* 1. Mai 1765; † 3. Dezember 1833) ⚭ N.N. von Diebitsch aus dem Hause Kunzendorf
- Karl Anton Ferdinand (* 10. Dezember 1769; † 6. Juli 1818), Hauptmann a. D., Herr von Gut Ostawa bei Herrnstadt, Herr auf Kauffung und Cammerswaldau (Niederschlesien), Domherr in Magdeburg, Ritter des Johanniterordens

⚭ 10. Februar 1797 Freiin Helene Henriette von Bothmer († 24. März 1799)
⚭ 20. Oktober 1802 Gräfin Julie Wilhelmine Antonie Elisabeth von Burghauß (* 7. Januar 1782; † 7. April 1848)
- Gustav Gotthilf (* 30. Juni 1772; † 18. Oktober 1826), Husarenoffizier
- Christine Gottliebe Amalie (* 1. Januar 1778; † 1. November 1855) ⚭ N.N. von Steinbeil, Hauptmann
- Friederike Leopoldine (* 22. Juni 1780; † 26. August 1809) ⚭ Carl Friedrich Ludwig von Gontard (1764–1839), Hauptmann und Platzmajor von Berlin